# Hugo Karl
 Hugo Karl (1878 - 1944) est un général allemand de la Seconde Guerre mondiale. Il était déjà Hauptmann (capitaine), pendant la Première Guerre mondiale.

## Biographie
Le 19 juillet 1878, Hugo Karl naît à Sarreguemines, en Lorraine annexée, une zone fortement militarisée du Reich allemand. Il s’engage le 7 mars 1896. Fähnrich le 18 octobre 1896, Hugo Karl intègre le 7e Landwehr-Fußartillerie-Regiment. Il passe rapidement Leutnant le 18 octobre 1897. Le 18 octobre 1906, il est affecté au 8e régiment d'artillerie à pied rhénan basé à Metz, où il est promu Oberleutnant, le 27 janvier 1908. Promu Hauptmann le 1er octobre 1912, Hugo Karl est nommé chef de batterie dans le même régiment.
À la veille de la Première Guerre mondiale, Karl est chef de la 3e batterie du 8e régiment d'artillerie à pied rhénan. Le 30 juin 1916, Hugo Karl est nommé commandant du Landwehr-Fußartillerie-Bataillon Nr. 49. Le 1er mars 1917, il est affecté à l’État-Major du 14e corps d'armée à Karlsruhe. Le 7 juillet 1918, il est affecté à l’État-Major du 7e corps d'armée, où il reste jusqu'à la fin de la guerre.
Après guerre, Hugo Karl ne poursuit pas sa carrière dans l’armée allemande. Le 20 septembre 1920, alors qu’il vient d'être promu Major, il quitte l’armée pour travailler en tant que civil, à l’inspection pour l’armement et l’équipement militaire. Il réintègre l’armée territoriale le 1er octobre 1933, avec le grade d’Oberstleutnant, lieutenant-colonel. Il passe Oberst, colonel, le 1er août 1936 dans la réserve territoriale. Le 1er juin 1941, alors qu’il est âgé de 63 ans, Hugo Karl est réintégré avec son grade dans l’armée d’active. Toujours conseiller au département balistique du bureau de l’armement militaire, Hugo Karl est promu Generalmajor, général de brigade, le 1er septembre 1942. Mis à disposition dans la Führerreserve le 30 septembre de la même année, Hugo Karl décède le 4 mai 1944 à Berlin, à l’âge de 65 ans.

## Sources
- Generale der Reichswehr und Wehrmacht mit K sur lexikon-der-wehrmacht.de
- Generalmajor Hugo Karl sur reocities.com